# Kamienica przy ulicy Gołębiej 3 w Krakowie
Kamienica przy ulicy Gołębiej 3 – zabytkowa kamienica znajdująca się w Krakowie, w dzielnicy I przy ulicy Gołębiej 3, na Starym Mieście.
Kamienica została wzniesiona w XIV wieku. W 1850 spłonęła podczas wielkiego pożaru Krakowa. Odbudowana została w przeciągu kolejnych kilku lat. W 1908 została przebudowana według projektu Tadeusza Stryjeńskiego.
Kamienica została wpisana do gminnej ewidencji zabytków.
Kamienica ma trzy kondygnacje. Fasada jest pięcioosiowa, o symetrycznym układzie osi. W środkowej osi parteru znajduje się pozbawiona portalu brama z dużym kwadratowym nadświetlem, a w pozostałych osiach witryny z wejściami do lokali usługowych. Parter i pierwsze piętro oddzielone są od siebie gzymsem kordonowym. W partii pięter środkowa oś została podkreślona balkonami.